# Szkoła Podstawowa w Mołodyczu
Szkoła Podstawowa w Mołodyczu – szkoła podstawowa w Mołodyczu.

## Historia
Początki szkolnictwa parafialnego są datowane na początek XIX wieku, a pierwsze wzmianki o szkolnictwie w Mołodyczu pochodzą z Schematyzmu greckokatolickiej eparchii przemyskiej z 1830 roku, w którym jest zapis: Schola parochialis.
W 1841 roku, w "Status Scholarum" zanotowano że: istniała parafialna szkoła początkowa z ruskim językiem wykładowym, do której uczęszczało 12 uczniów, a nauczycielem był Leontyn Sereda. Po osiedleniu się w 1866 roku na stałe właściciela tych terenów Jerzego Konstantego Czartoryskiego, za jego poleceniem nastąpił rozwój szkolnictwa wiejskiego. 
W 1868 roku powstała Szkoła trywialna, a jej pierwszym nauczycielem został Hilary Bielecki. 19 lipca 1875 roku reskryptem Rady szkolnej krajowej zorganizowana została szkoła publiczna.
Przydatnym źródłem archiwalnym do poznawania historii szkolnictwa w galicji są austriackie Szematyzmy Galicji i Lodomerii oraz austriackie i polskie Dzienniki Urzędowe Szkolnictwa, które podają wykaz szkół ludowych, wraz z nazwiskami ich nauczycieli. W 1875 roku szkoła nie była uznana za etatową, a od 1876 szkoła była 1-klasowa. Szkoły wiejskie były tylko męskie, a od 1890 roku stały się mieszane (koedukacyjne). Od 1909 roku szkoła posiadała nauczycieli pomocniczych, którymi byli: Helena Domaradzka (1909–1910) i Helena z Domaradzkich Pawłyszyn (1910–1914?).
W 1911 roku utworzono szkołę exsponowaną Grobla ad Mołodycz, której nauczycielami byli: posada nieobsadzona (1911–1913), Wiktoria Szubianka (1913–1914?). 
W 1924 roku szkoła była już 2-klasowa
Kierownicy szkoły.
1869–1871. Hilary Bielecki.
1871–1890. Piotr Tylawski.
1890–1893. Aleksander Lisikiewicz.
1893–1895. Teodor Witkowicz.
1895–1896. Zofia Janiszewska.
1896–1902. Karol Będziński.
1902–1906. Stefan Bozoki.
1906–1914. Gabriel Pawłyszyn.
 ? – ?. Stanisława Ożybkowa.
1937– ?. Maria Myszkowska.